# Шмидт-Оппер, Эккхард
Эккхард Шмидт-Оппер (нем. Ekkhard Schmidt-Opper, род. 29 января 1961, Фрикхофен, ФРГ) — немецкий хоккеист (хоккей на траве), полузащитник. Двукратный серебряный призёр летних Олимпийских игр 1984 и 1988 годов.

## Биография
Эккхард Шмидт-Оппер родился 29 января 1961 года в немецком городе Фрикхофен.
Играл за «Лимбургер» из Лимбурга-ан-дер-Лан, в составе которого в 1984 году выиграл чемпионат ФРГ по хоккею на траве, в 1985 году — по индорхоккею. В 1987 году после конфликта с тренером Паулем Лиссеком перешёл во «Франкфурт-1880» из Франкфурта-на-Майне. В 1989 году стал в его составе чемпионом ФРГ.
В 1984 году вошёл в состав сборной ФРГ по хоккею на траве на летних Олимпийских играх в Лос-Анджелесе и завоевал серебряную медаль. Играл на позиции полузащитника, провёл 7 матчей, забил 1 мяч в ворота сборной Великобритании, принеся немцам победу в полуфинале (1:0). Был капитаном команды вместе с Михаэлем Петером.
В 1988 году вошёл в состав сборной ФРГ по хоккею на траве на летних Олимпийских играх в Сеуле и завоевал серебряную медаль. Играл на позиции полузащитника, провёл 7 матчей, мячей не забивал.
Дважды был призёром чемпионата мира: в 1982 году завоевал серебряную медаль, в 1986 году — бронзовую.
В 1983 и 1987 годах выиграл бронзовые медали чемпионата Европы.
Дважды был чемпионом Европы по индорхоккею в 1980 и 1988 годах.
В 1979—1990 годах провёл за сборную ФРГ 246 матчей, в том числе 216 на открытых полях, 30 в помещении.
После окончания игровой карьеры вёл семейный бизнес в Дорнбурге, руководя строительной компанией.
В мае 2018 года возглавил молодёжную хоккейную команду «Кронберг».

## Семья
У Эккхара Шмидта-Оппера и его жены Евы есть двое сыновей — Иоганн и Антон.